# باغ‌پیر
باغ‌پیر، (شیخیان باغ‌پیر) روستایی است از توابع بخش کاکی شهرستان دشتی استان بوشهر ایران.
همجوار این روستا بقعه امامزاده جعفر و حسن وجود دارد.

## جمعیت
این روستا در دهستان کبگان قرار دارد و بر اساس سرشماری سال ۱۳۸۵ آمار رسمی جمعیت آن (۳۳ خانوار) ۱۶۰ نفر می‌باشد.